# F 21 (sous-marin)
Pour les articles homonymes, voir F21.
Le F 21 est un sous-marin italien de la classe F, lancé pendant la Première Guerre mondiale et en service dans la Regia Marina.

## Caractéristiques
La classe F déplaçait 260 tonnes en surface et 320 tonnes en immersion. Les sous-marins mesuraient 46,63 mètres de long, avaient une largeur de 4,22 mètres et un tirant d'eau de 2,62 mètres. Ils avaient une profondeur de plongée opérationnelle de 40 mètres. Leur équipage comptait 2 officiers et 24 sous-officiers et marins.
Pour la navigation de surface, les sous-marins étaient propulsés par deux moteurs diesel FIAT de 325 chevaux-vapeur (cv) (239 kW) chacun entraînant deux arbres d'hélices. En immersion, chaque hélice était entraînée par un moteur électrique Savigliano de 250 chevaux-vapeur (184 kW). Ils pouvaient atteindre 12,3 nœuds (22,8 km/h) en surface et 8 nœuds (14,8 km/h) sous l'eau. En surface, la classe F avait une autonomie de 1 200 milles nautiques (2 222 km) à 9,3 noeuds (17,22 km/h); en immersion, elle avait une autonomie de 139 milles nautiques (257 km) à 1,5 noeuds (2,77 km/h).
Les sous-marins étaient armés de 2 tubes lance-torpilles à l'avant (proue) de 45 centimètres, pour lesquels ils transportaient un total de 4 torpilles. Sur le pont arrière se trouvait 1 canon antiaérien Armstrong de 76/30 mm pour l'attaque en surface. Ils étaient également équipés d'une mitrailleuse Colt de 6,5 mm.

## Construction et mise en service
Le F 21 est construit par le chantier naval FIAT-San Giorgio de La Spezia en Italie, et mis sur cale le 31 août 1915. Il est lancé le 19 mai 1918 et est achevé et mis en service le 31 août 1918. Il est commissionné le même jour dans la Regia Marina.

## Historique
Son premier commandant est le lieutenant de vaisseau (tenente di vascello) Ugo Casentini. Une fois en service, le F 21 est basé à Brindisi, ce qui ne lui a laissé que deux missions de guerre dans les eaux ennemies avant la fin de la guerre.
Dans les années vingt et trente, il est employé dans la formation du personnel, participant à des exercices communs avec des navires de surface.
Déclassé et radié le 1er octobre 1930, il est mis au rebut.